# Amastigia puysegurensis
Amastigia puysegurensis är en mossdjursart som beskrevs av Gordon 1986. Amastigia puysegurensis ingår i släktet Amastigia och familjen Candidae. Inga underarter finns listade i Catalogue of Life.